# Её сердце
«Её сердце» (англ. A Mighty Heart) — биографическая драма режиссёра Майкла Уинтерботтома с Анджелиной Джоли в главной роли. Премьера фильма состоялась в рамках внеконкурсной программы Каннского кинофестиваля 2007 года 21 мая 2007 года.

## Сюжет
Фильм повествует о жизни и смерти журналиста Дэниела Перла, попавшего в 2002 году в плен и казнённого в Пакистане в ходе проводимого им расследования на предмет связей между террористической организацией Аль-Каида и пакистанскими спецслужбами. Основан на воспоминаниях его жены Мариан, опубликованных под названием «Храбрая жизнь и смерть моего мужа Дэнни Перла». Мариан ждала ребёнка во время пленения и казни мужа.

## В ролях
| Актёр           | Роль            |
| --------------- | --------------- |
| Анджелина Джоли | Мариан Перл     |
| Дэн Фаттерман   | Дэниел Перл     |
| Арчи Панджаби   | Асра Номани     |
| Уилл Пэттон     | Рэндалл Беннетт |
| Ирфан Хан       |                 |